# Linni Meister
Linni Meister (1985. december 4. –) német származású norvég modell és énekes. Német édesapja és Srí Lanka-i édesanya gyermekeként született Norvégiában. Főleg glamour modellkedéssel foglalkozik, Oslóban él.